# 象限維特斯
'象限維特斯是一種中世紀的天文儀器。

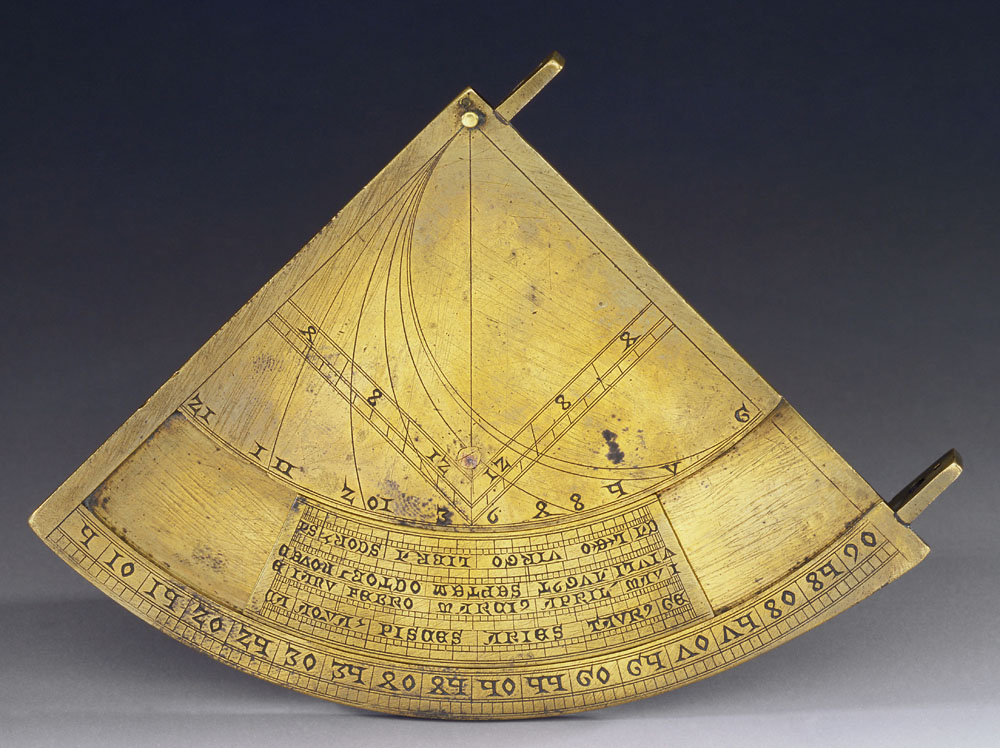
The Quadrans Vetus.美第奇家族藏品的伽利略博物館收藏的象限維特斯（舊式象限儀）。

被稱為「象限維特斯」的舊式象限儀，個倖存三個中世紀的例子收藏位於佛羅倫斯的伽利略博物館中，牛津的科學史博物館，和倫敦的大英博物館。
其中一個筆直的一側有兩個瞄準點。正面的指南中帶有陰影方塊、小時線和移動黃道游標，以定位到所需的緯度。背面刻有黃道曆。該儀器顯示哥特式字元。該儀器旨在量測高度、距離和深度，也可以用作通用表盤（通用日晷）。 小安東尼奧·達·桑加羅（約西元1520年？）在烏菲茲美術館的圖紙和印刷品櫃（繪畫和印刷部）的一幅畫作中記錄了類似的象限儀。

## 書目
Mara Miniati (编). . Firenze: Giunti. 1991: 8, board n. 10. ISBN 88-09-20036-5 （意大利语）.
Anthony J. Turner (编). . Firenze: Giunti. 2007: 34–38, board n. 3. ISBN 978-88-09-04999-4 （意大利语）.